# Panteisme
 Ikke at forveksle med Panenteisme.
Panteisme (Græsk: πάν ( 'pan' ) = alt og θεός ( 'theos' ) = Gud) der bogstaveligt talt betyder "Gud er Alt" og "Alt er Gud". Det er det synspunkt at alt består af en altomfattende iboende abstrakt Gud; eller at universet, eller naturen, og Gud er identiske. Mere detaljerede definitioner plejer at fremhæve den idé at naturlove, eksistens, og universet (totaliteten af alt der er, var og vil være) er repræsenteret eller personinficeret i det teologiske princip om en abstrakt 'gud'.

## Historie
Udtrykket "panteist"—hvoraf ordet "panteisme" er en afledning—blev angiveligt først brugt af den irske forfatter John Toland i hans værk, Socinianisme Sandt sagt, af en panteist fra 1705. Udtrykket er dog blevet diskuteret så langt tilbage som i tiden omkring filosofferne i Oldtidens Grækenland, af Tale, Parmenides og Heraklit. Den jødiske baggrund for panteisme rækker måske så langt tilbage som til Toraen selv, i form af dens skabelsesberetning i 1. mosebog og i dens tidligere profetiske materiale hvor "naturhandlinger" [såsom oversvømmelser, storme, vulkaner, etc.] alle tydeligt identificeres som "Guds hånd" igennem personliggørende idiomer, som dermed forklarer de åbne referencer til konceptet i både Det Nye Testamente og i Kabballah.
I 1785 udbrød der en konflikt mellem Friedrich Jacobi og Moses Mendelssohn, som til sidst omfattede mange af datidens vigtige folk. Jacobi hævdede at Lessings panteisme var materialistisk fordi den så hele naturen og Gud som en enkelt udvidet substans. For Jacobi var dette en følge af oplysningens hengivelse til fornuft og det ville føre til ateisme. Mendelsson var uenig og hævdede at panteisme var det samme som teisme.

## Former for panteisme
Denne artikel skelner mellem tre forskellige grupper af panteister:
- Klassisk panteisme, som er udtrykt i den iboende Gud i kabbalistisk jødedom, Advaita Vedenta, Sanatana Dharma, og i monoisme, som generelt ser Gud enten på en personlig eller kosmisk måde.

- Bibelsk panteisme, som er udtrykt i bibelen med den forståelse at personliggørende sprog er en kulturel kommunikationsmåde i det hebraiske sprog. [Isa 55:12] [ApoG. 17:28]

- Naturalistisk panteisme, som er baseret på de forholdsvist nye synsvinkler givet af Baruch Spinoza (som måske var påvirket af bibelsk panteisme) og John Toland (som opfandt udtrykket "panteisme"), og også på moderne kilder. Naturalistisk panteisme kaldes også videnskabelig panteisme og er en slags universel og kærlig udgave af ateisme.

Langt hovedparten af de mennesker som kan identificeres som "panteister" er klassiske panteister (såsom hinduer, Sufier, Unitarer, etc.), mens de fleste af de personer der identificerer sig selv som blot "panteister" (i stedet for som medlemmer af en anden religion) er naturalistiske panteister. Forskellen mellem de tre grupper af panteister er ikke fuldstændigt klar i alle situationer og forbliver en kilde til visse uenigheder i panteistiske cirkler. Klassiske panteister accepterer generelt det religiøse doktrin at der er en eller anden form for spirituel basis for virkeligheden, hvor naturalistiske panteister generelt ikke accepterer at dette og derfor ser verden med en noget ateistisk synsvinkel. Forvirringen omkring lighederne mellem panteisme og ateisme kan skyldes et ældgammelt problem i lingvistik. Rom henviste til tidlige kristne som ateister, og forklaringer på dette semantiske fænomen er talrige, hvoraf en henviser til ligheden mellem disse to koncepter.

## Forklaringsmodeller
En ofte henvist til egenskab ved panteisme er at hvert enkelt menneske, ved at være del af universet eller naturen, er en del af Gud. Et problem som ofte bliver diskuteret af panteister er, såfremt dette er sandt, hvordan mennesker kan have fri vilje. Som besvarelse gives nogle gange den følgende analogi (især af klassiske panteister): "Du er for Gud hvad en enkelt blodcelle i din blodåre er for dig." Analogien fremfører endvidere at selvom en celle kan være bevidst om dens miljø og omgivelser, og endda har muligheden for at vælge (fri vilje) mellem rigtigt og forkert (f.eks. at dræbe en bakterie, som kan blive ondartet, eller at måske bare gøre ingenting, blandt talrige andre muligheder), så har den sandsynligvis kun lidt begreb om det større væsen som den er en del af. En anden måde at forstå dette forhold er igennem det hinduistiske udtryk tat tvam asi – "at du er", hvormed menneskets sjæl/jeg eller atman forstås som værende det samme som Gud eller Brahman -- blot erkender folk det ikke. I denne sammenhæng tror hinduer at man må blive frigjort igennem oplysning (moksha) for at opleve og fuldstændigt forstå dette forhold – at delen ikke længere er selvstændig fra helheden.
Ikke alle panteister accepterer idéen om fri vilje. Determinisme er især udbredt blandt naturalistiske panteister. Selvom individuelle fortolkninger af panteisme kan foreslå forskellige implikationer for naturen af og eksistensen af fri vilje og/eller determinisme, så indeholder panteisme selv ikke noget krav om tro på den ene eller den anden. Men spørgsmålet bliver debatteret vidt og bredt, ligesom det bliver i mange andre religioner og filosofier.

## Debat
Nogle kritikere argumenterer at panteisme stort set bare er en omdefinering af ordet "Gud" til at betyde "eksistens", "livet" eller "virkeligheden". Mange panteister besvarer dette ved at sige, at selv hvis det er sådan, så giver en sådan forskydning i måden hvorpå vi tænker på disse idéer en ny og potentielt langt mere indsigtsfuld forståelse af både eksistens og Gud.
Den måske vigtigste debat indenfor det panteistiske samfund er omkring Guds natur. Klassisk panteisme tror på en personlig, bevidst og alvidende gud, og ser denne gud som forenende alle sande religioner. Naturalistiske panteister tror på et ubevidst, ikke-bevidst univers som, samtidigt med at det er helligt og herligt, ses som værende Gud i en utraditionel og upersonlig betydning.
Kosmoteisme, en lille men kontroversiel racistisk gruppe, som betragter sig selv som en form for panteisme, tror på en evolutionær fortolkning af Gud og ser Gud som upersonlig, men tager ikke klar afstand til Guds bevidsthed. “Kosmoteisme”, ligesom udtrykkene “panteisme”, “monoteisme” og “polyteisme”, blev ikke brugt i oldtiden. Udtrykket ser ud til at være blevet opfundet af Lamoignon de Malesherbes i 1782 med henvisning til Plinius den Ældre; forskellige lærde har brugt udtrykket siden da, men henviser til forskellige former for religiøse overbevisninger når de bruger det.
Synspunkter som findes i det panteistiske samfund er nødvendigvis forskellige, men den centrale idé om at universet er en altomfattende enhed og at både naturen og naturlovene er hellige findes i dem alle. Nogle panteister påpeger også et fælles formål for naturen og mennesket, mens andre afviser idéen om formål og ser eksistens som eksisterende "for sin egen skyld."

## Relaterede begreber

### Panenteisme
Panteisme har ting tilfælles med panenteisme, såsom idéen om at universet er en del af Gud. Teknisk set er de to dog forskellige. Hvor panteisme ser Gud som synonymt med naturen, der ser panenteisme Gud som større end blot naturen. Nogle finder at denne adskillelse ikke gavner, mens andre ser den som en betydelig grund til uenighed. Mange af de store trosretninger der beskrives som panteistiske kunne også kaldes panenteistiske, hvilket naturalistisk panteisme ikke kan (eftersom den ikke ser Gud som mere end blot naturen). F.eks. findes der elementer af både panenteisme og panteisme i hinduismen. Visse fortolkninger af Bhagavad Gita og Shri Rudram støtter dette synspunkt.

### Kosmoteisme
Selvom udtrykket sjældent bruges, og selvom det oftest blot er et synonym for panteisme, så er denne usædvanlige filosofi blevet brugt på meget forskellige måder, men i alle tilfælde var følelsen at Gud var noget der var blevet skabt af mennesket, måske endda et slutpunkt for menneskelig udvikling, igennem samfundsmæssig planlægning, racehygiejne og andre former for genetisk forskning.
H. G. Wells tilsluttede sig en form for kosmoteisme som han kaldte verdenshjernen (fra en novellesamling med samme navn, som han udgav i 1937, hvori en novelle beskriver detaljerne omkring skabelsen af en mellemting mellem et bibliotek og en encyklopædi), og beskrev den endnu mere detaljeret i sin bog Gud den Usynlige Konge (hvori han foreskriver menneskeheden at opstille et socialistisk system, arrangere sig selv efter samfundsmæssige og genetiske statistikker, undervisning og racehygiejne, idéelt således at menneskeheden en dag smelter sammen med og overvinder den panteistiske gud selv. Se: Omega Point) og der var også nogle dele af hans værk Oversigt over historien som afspejlede denne overbevisning, og at han også fandt synspunktet i Jesus Kristus og i Buddha. Hans bog Hvordan ting vil blive (og filmen Ting der vil komme fra 1936) afspejler også dette, hvori menneskeheden, efter at have overlevet en atomkrig og en lang feudalistisk periode, forener sig til at danne en kollektivistisk Utopi.
I det moderne Israel er kosmoteisme blevet beskrevet af Mordekhay Nesiyahu, en af de mest fremtrædende ideologer i den israelske arbejderbevægelse, og en forelæser i dens universitet Beit Berl. Han syntes at Gud var noget der ikke eksisterede før mennesket opstod, og at Gud var en verdslig entitet som genopførelsen af det jødiske tempel i Jerusalem havde en instrumental rolle i at "opfinde".
I det 20. århundredes USA har William Luther Pierce, en hvid nationalist tilknyttet det amerikanske Nazi parti, og grundlæggeren af National Alliance også brugt udtrykket "kosmoteisme". I hans øjne (lig H. G. Wells) ville Gud være slutresultatet af racehygiejne (Se: Nazisme, Francis Galton og Teosofi).
Vladimir Vernadsky og Pierre Teilhard de Chardins "Noosphere" kunne udlægges som en beskrivelse af den kosmoteistiske gud, ligesom Emile Durkheims kollektiv bevidsthed og Carl Jungs kollektive ubevidsthed.
Arthur C. Clarke laver en mulig henvisning til den kosmoteistiske Noosphere i hans bog Ud af barndommen fra 1953, hvor han henviser til det som "Overmind".
Se også: Isaac Asimovs The Last Question, evig hjemkomst, transhumanisme

### Pandeisme
Pandeisme er en form for panteisme som indarbejder en form for guddom ved at fastholde at universet er identisk med Gud, men samtidigt også at Gud førhen, inden universet blev skabt, var en bevidst og sansende kraft eller væsen som designede og skabte universet. Gud blev kun til en ubevidst og ikke-sansende gud ved at blive til universet. Udover denne forskel (og muligheden af at universet en dag vil vende tilbage til at blot være Gud), er de pandeistiske synspunkter lig de panteistiske synspunkter.